# Hegedűs László (festő)
Hegedűs László (Szentes, 1870. január 3. – Budapest, 1911. július 7.) festőművész, egyetemi tanár.

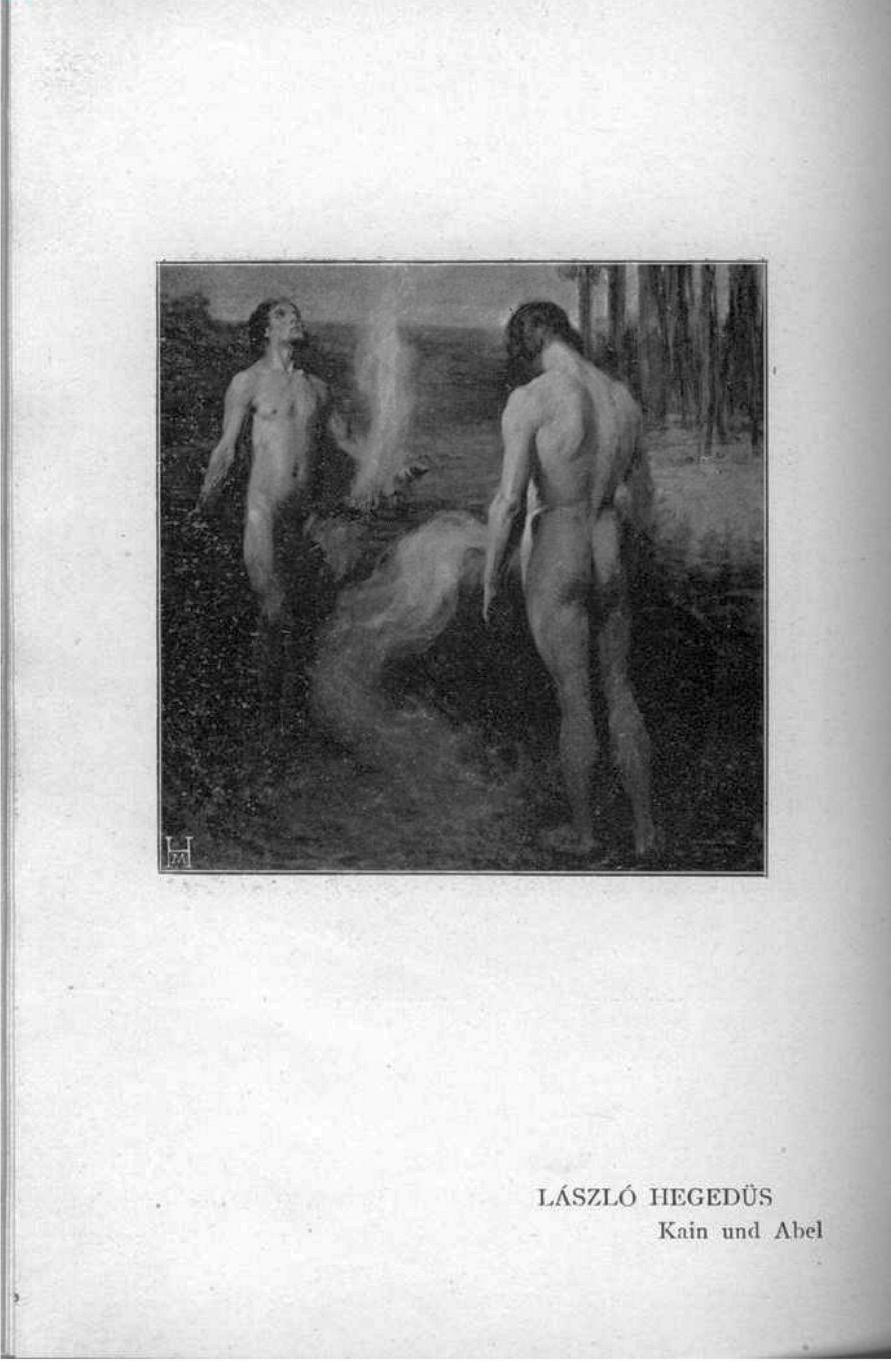
Hegedűs László: Káin és Ábel

## Életpályája
Hegedűs Imre magánzó és Szénássy Rozália fiaként született. Tanulmányait Münchenben, Bécsben, Párizsban végezte el, majd a Benczúr-mesteriskola diákja lett. Pállik Béla festőművész fedezte fel tehetségét, majd Tatán tanította is. Első ízben 1894-ben állított ki a Műcsarnokban, ahol sok díjat nyert el. 1899-ben Spanyolországban volt tanulmányúton. 1903-1911 között a Magyar Képzőművészeti Főiskola oktatója volt. 1904-ben Rómába utazott. 1902.  június 28-án Debrecenben feleségül vette Király Ilonát. Nagyszabású festőnek indult, de pályája derekán betegsége hirtelen letörte. A bankó-jegyek és díszoklevelek rajzain kívül sok illusztrációt is rajzolt. 1912-ben műveiből hagyatéki kiállítást rendeztek a Műcsarnokban. Halálát agylágyulás okozta.

## Művei
- Manőver (1895)
- Liliomos Madonna (1895)
- Liliomok között (1895)
- Káin és Ábel (1899)
- Krisztus siratása (1904)
- Levélírás közben (1910)

## Díjai
- Ipolyi-díj